# Okara (Stadt)
Okara ist eine Stadt in Punjab, Pakistan. Der Name der Stadt kommt von Okaan und bedeutet Baum. Okara liegt südwestlich von Lahore und Faisalabad sowie ist 100 km vom Ravi River entfernt. Okara ist für die Landwirtschaft und seine Baumwollmühlen bekannt. Die nächstgrößere Stadt ist Sahiwal.

## Geschichte
Okara ist eine relativ neue landwirtschaftlich geprägte Stadt. In der Ära von Britisch-Indien war die Stadt Teil des Montgomery Distrikt. Vor Ort befand sich eine Kaliumnitratfabrik. Heute gibt es in Okara Textilindustrie. Die überwiegend muslimische Bevölkerung unterstützt die Muslimaliga bei Wahlen. Nach der Unabhängigkeit Pakistans ließen sich viele Muslime in Okara nieder. Seit 1892 befindet sich in Okara ein Bahnhof. Okara ist außerdem für seine Wasserbüffel bekannt. Weiterhin befindet sich die Bahadar Nagar Farm in Okara. Okara wurde von Siri Chand gegründet und hieß früher Siri Nagar. Bezüglich der Namensfindung gibt es Ungereimtheiten. Es wird auch gesagt, dass die Stadt nach Raja Deva Pala benannt wurde. 1918 erhielt Okara den Status eines Tehsils. Im 14. Jahrhundert besuchte Firuz Schah Tughluq Okara häufiger und ließ außerhalb Okaras eine Moschee erbauen.

## Demografie
Der Großteil der Bevölkerung in Okara sind Anhänger des Islams.Okara ist Heimat folgender pakistanischer Volksgruppen:
Syeds, Zaidi, Naqvi, Rizvi, Kazmi, Gillani, Kirmani, Rajputs. Clans wie Toors, Bhattis, Nonaris, Siyals, Wattus, Rangarhs, Kamyanas, Shaikhs, Lodhis, Kharal, Kambohs, Khanzadas, Noons, Arain und Chaudhary. Die Volksgruppe der Jat ist unterrepräsentiert in Okara.

## Landwirtschaft
In Okara werden Mais, Kartoffeln und Milchprodukte angebaut produziert. Okara ist die größte Stadt Pakistans in der Produktion von einzelnen Gemüsesorten und Milchprodukten.

## Gesundheitsversorgung
Okara verfügt über 62 Krankenhäuser auf Tehsilebene, 61 Krankenhäuser auf Distriktebene und 23 Einrichtungen der ärztlichen Versorgung im
ländlichen Raum.

## Klima
In Okara herrscht subtropisches Klima. Die wärmsten Monate sind Mai und Juni mit 44 °C während Januar der kälteste Monat mit 2 °C ist. Der durchschnittliche jährliche Niederschlag beträgt 200 mm.

## Bildung
Okara verfügt über 10 Schulen, 9 Colleges und 2 Universitäten.

## Söhne und Töchter
- Mohammed Hanif (* 1965), Schriftsteller und Journalist
- Indrias Rehmat (* 1966), römisch-katholischer Geistlicher, Bischof von Faisalabad
- Liaqat Ali (* 1983), Sprinter